# David McNamee (Triathlet)
David McNamee (* 20. April 1988 in Irvine (Schottland)) ist ein ehemaliger britischer Triathlet und Ironman-Sieger (2015). Er wird geführt in der Bestenliste britischer Triathleten auf der Ironman-Distanz.

## Werdegang
2011 wurde der Schotte David McNamee Vize-Weltmeister in der Klasse U23 auf der Triathlon-Kurzdistanz. Im Duathlon wurde er 2013 Dritter bei den nationalen Meisterschaften.
2014 wurde er im schottischen Glasgow hinter dem Sieger Alistair Brownlee Siebter bei den Commonwealth Games.

### Ironman-Distanz seit 2015
Im März 2015 startete McNamee in Südafrika erstmals auf der Ironman-Distanz (3,86 km Schwimmen, 180,2 km Radfahren und 42,195 km Laufen) und belegte den siebten Rang.
Vier Monate später konnte er den Ironman UK gewinnen und sich damit für einen Startplatz beim Ironman Hawaii (Ironman World Championship) qualifizieren, wo er den zwölften Rang belegte.

### 3. Rang Ironman Hawaii 2017 und 2018
Im Oktober 2017 belegte der damals 29-Jährige den dritten Rang beim Ironman Hawaii und konnte hier zugleich mit der schnellsten Zeit eines britischen Athleten auch als erster Athlet aus dem Vereinigten Königreich eine Medaille erzielen. Bei seinem vierten Start beim Ironman Hawai belegte David McNamee im Oktober 2018 nach 8:01:09 Stunden mit persönlicher Bestzeit wie im Vorjahr den dritten Platz.
Im Mai 2019 wurde er wie schon im Vorjahr Zweiter im Ironman 70.3 Barcelona. Im August 2021 wurde der 33-Jährige Dritter beim Ironman Germany in Frankfurt am Main und somit auch Dritter bei den Ironman European Championships.
Im Mai 2022 wurde er Neunter bei den erstmals außerhalb von Hawaii ausgetragenen und vom Oktober 2021 verschobenen Ironman World Championships.
Im Oktober 2024 belegte der 35-Jährige als zweitbester Brite (hinter Kieran Lindars, Rang 8) den 13. Rang bei den Ironman World Championships auf Hawaii. Im November erklärte David McNamee seine aktive Zeit mit dem Start beim T100 Dubai für beendet.

## Sportliche Erfolge
| Datum/Jahr    | Rang | Wettbewerb                                           | Austragungsort | Zeit     | Bemerkung                                                                            |
| ------------- | ---- | ---------------------------------------------------- | -------------- | -------- | ------------------------------------------------------------------------------------ |
| 16. Nov. 2024 |      | T100 Dubai                                           | Dubai          |          |                                                                                      |
| 14. Apr. 2024 | 4    | T100 Singapore                                       | Singapur       | 03:26:03 | 2 km Schwimmen, 80 km Radfahren und 18 km Laufen                                     |
| 24. Juli 2022 | 17   | PTO Canadian Open                                    | Edmonton       | 03:19:07 |                                                                                      |
| 19. Mai 2019  | 2    | Ironman 70.3 Barcelona                               | Barcelona      | 04:06:36 |                                                                                      |
| 20. Mai 2018  | 2    | Ironman 70.3 Barcelona                               | Barcelona      | 04:04:46 |                                                                                      |
| 28. Mai 2017  | 1    | Challenge Salou                                      | Salou          | 03:26:04 | [ 10 ]                                                                               |
| 13. Mai 2017  | 1    | Ironman 70.3 Mallorca                                | Alcúdia        | 03:56:49 | [ 11 ]                                                                               |
| 4. Sep. 2016  | 4    | ETU Middle Distance Triathlon European Championships | Walchsee       | 03:53:44 | Europameisterschaft auf der Halbdistanz im Rahmen der Challenge Walchsee-Kaiserwinkl |
| 24. Juli 2016 | 1    | Challenge Poznań                                     | Poznań         |          |                                                                                      |
| 26. Juni 2016 | 1    | Challenge Galway                                     | Galway         | 03:51:47 | [ 12 ]                                                                               |
| 7. Juni 2015  | 3    | Ironman 70.3 Kraichgau                               | Kraichgau      |          | Dritter bei der Erstaustragung                                                       |
| 24. Juli 2014 | 7    | Commonwealth Games                                   | Glasgow        | 01:50:59 |                                                                                      |
| 13. Sep. 2011 | 2    | ITU Triathlon World Championship U23                 | Peking         | 01:52:17 | Vize-Weltmeister Triathlon in der Klasse U23                                         |

| Datum/Jahr    | Rang | Wettbewerb           | Austragungsort    | Zeit     | Bemerkung                                               |
| ------------- | ---- | -------------------- | ----------------- | -------- | ------------------------------------------------------- |
| 26. Okt. 2024 | 13   | Ironman Hawaii       | Hawaii            | 07:57:48 | persönliche Bestzeit                                    |
| 7. Mai 2022   | 9    | Ironman St. George   | St. George        | 08:04:36 | Ironman World Championships 2021                        |
| 15. Aug. 2021 | 3    | Ironman Germany      | Frankfurt am Main | 08:02:29 | Ironman European Championships                          |
| 7. Juli 2019  | 5    | Challenge Roth       | Roth              | 08:05:50 |                                                         |
| 13. Okt. 2018 | 3    | Ironman Hawaii       | Hawaii            | 08:01:09 |                                                         |
| 14. Okt. 2017 | 3    | Ironman Hawaii       | Hawaii            | 08:07:11 | erste Medaille auf Hawaii für einen britischen Athleten |
| 2. Apr. 2017  | 3    | Ironman South Africa | Port Elizabeth    | 08:07:31 |                                                         |
| 8. Okt. 2016  | 13   | Ironman Hawaii       | Hawaii            | 08:28:05 | [ 13 ]                                                  |
| 21. Mai 2016  | 3    | Ironman Lanzarote    | Puerto del Carmen | 08:46:36 |                                                         |
| 10. Okt. 2015 | 11   | Ironman Hawaii       | Hawaii            | 08:32:27 |                                                         |
| 19. Juli 2015 | 1    | Ironman UK           | Bolton            | 08:46:37 |                                                         |
| 29. März 2015 | 7    | Ironman South Africa | Port Elizabeth    |          |                                                         |

| Datum/Jahr | Rang | Wettbewerb                          | Austragungsort         | Zeit     | Bemerkung |
| ---------- | ---- | ----------------------------------- | ---------------------- | -------- | --------- |
| 2013       | 3    | GBR Duathlon National Championships | Vereinigtes Konigreich | 00:54:28 |           |

(DNF – Did Not Finish)